# Deep in the Darkness
Deep in the Darkness è un film del 2014 diretto da Colin Theys.
Film horror il cui soggetto è tratto dall'omonimo romanzo di Michael Laimo e la sceneggiatura è ad opera di John Doolan.

## Trama
Il dottor Michael Cayle, stanco della vita caotica di una metropoli come New York, decide di trasferirsi nella piccola cittadina di Ashborough, insieme alla moglie Christine e alla loro bambina Jessica, così da poter svolgere la propria professione in maniera più rilassante.
Ma ben presto le cose non andranno come lui pensava. Appena giunti nella loro nuova casa, vengono accolti da un anziano signore del posto, Phil Deighton, insieme a suo nipote Tyler, che li invitano nella loro abitazione. Phil manda di proposito Michael (infortunatosi precedentemente ad un piede) a curarsi nel bagno della camera della moglie Rosy, invece che in quello comune. Quando esce vede la donna guardare fuori dalla finestra, scusandosi per l'invadenza, ma una volta giratasi nota con grande stupore delle evidenti cicatrici intorno alla sua bocca, che verranno successivamente giustificate dal marito come un cancro, anche se il dottore non ne rimane molto convinto. Inoltre Christine, una volta tornati nella loro casa, informa Michael sul fatto che nella cittadina vige uno strano coprifuoco, che impedisce alla popolazione di uscire dopo le 8 di sera.
Nei giorni successivi la vita della famiglia Cayle sembra procedere senza problemi, con Michael che inizia a svolgere la sua professione e a conoscere i suoi nuovi pazienti, tant'è che questa serenità lo porta a concordare con la moglie di avere un altro bambino. Un pomeriggio Michael ha intenzione di farsi una passeggiata nei boschi poco distanti dalla sua abitazione, ma incontra Phil che gli dice che potrebbe essere pericoloso, e lo invita a seguirlo. Dopo qualche metro lo porta in uno strano spiazzo tra gli alberi, con una enorme pietra in mezzo somigliante ad un altare, che ha tutta l'aria di essere un luogo dove nell'antichità si svolgevano dei sacrifici. E infatti Phil dice al dottore che di quello si tratta, ma dopo che quest'ultimo nota delle macchie di sangue fresco, è costretto a dirgli la verità e cioè che, in quanto nuovo abitante della cittadina, se vorrà vivere senza problemi dovrà compiere un sacrificio uccidendo un animale vivo, perché così dice la leggenda e il folclore del posto. Michael sembra sbigottito e fa capire all'anziano come la pensa, e cioè che secondo lui sono tutte fesserie.
Intanto la moglie Christine sembra avere dei comportamenti un po' strani e passa molto tempo nella chiesa locale insieme a Zellis, un'inquietante ostetrica che sembra avere su di lei una grande influenza e dalla quale sceglierà di farsi seguire nella sua gravidanza, che di lì a poco annuncerà anche a Michael, ovviamente molto contento di ciò. Il dottore, nel frattempo, ha come la sensazione di udire dei rumori nella sua casa, ma senza riuscire, ogni volta, a trovarne l'origine e viene invitato dalla stessa moglie a lasciar perdere (lei in realtà sembra nascondere qualcosa). Le cose cambieranno radicalmente e inizieranno a prendere una piega alquanto macabra quando una sua paziente, Lauren Hunter (che ha una cotta per lui e che in precedenza ha tentato di sedurlo sia nel suo ambulatorio che in chiesa, nonostante sia sposato, chiedendogli protezione), gli si presenta davanti completamente coperta di sangue e col corpo martoriato, morendo poco dopo nelle sue braccia. Lui denuncia subito tutto allo sceriffo locale, che non sembra essere però molto collaborativo.
A questo punto Michael intuisce che qualcosa non quadra e riceve inaspettatamente la visita di Zellis nello studio di casa sua, che lo ammonisce di non aver voluto compiere il sacrificio e che per questo motivo presto "verranno a prenderlo". Una volta giratosi vede infatti un'orribile creatura con gli occhi luminosi provenire dai boschi circostanti avvicinarsi alla sua finestra, e un'altra spuntare fuori da sotto la scrivania che gli afferra le gambe. In pochi istanti si vedrà condotto in degli oscuri vicoli sotterranei collegati alla sua abitazione da queste creature mostruose, chiamate "isolati", con lo scopo di far partorire una delle loro "donne" che stava molto male ed era in procinto di morire.
Il giorno seguente, dopo essersi svegliato con i vestiti sporchi di sangue, decide di chiedere spiegazioni direttamente a Phil sul perché non gli abbia parlato prima di questo terribile segreto. Quest'ultimo risponde che l'episodio del bagno il primo giorno, il coprifuoco e in seguito il racconto del sacrificio, erano degli avvertimenti sul fatto che dovesse abbandonare al più presto la cittadina, ma che lui non ha colto, ignorandoli. L'anziano mostrerà al dottore i resti della moglie Rosy uccisa dalle creature (gli occhi strappati in una busta di plastica), e stessa sorte toccherà a lui per aver parlato e aver detto tutta la verità, con i mostri che spingeranno e inciteranno lo stesso Michael a uccidere Phil nei sotterranei, facendo intuire come in realtà loro non vogliano la morte del dottore e della sua famiglia ma solo servirsene per i propri scopi. Infatti una sera, con l'aiuto di una lampada alogena, Michael scoprirà che la sua casa è completamente coperta da orme che giungono fino al letto e addirittura sulla faccia della figlia Jessica, che in quel momento stava dormendo, rivelando così l'origine degli strani rumori uditi nei giorni precedenti.
A questo punto lui è deciso ad abbandonare Ashborough insieme a Christine e Jessica, ma sulla strada di notte incontreranno l'ostacolo dello sceriffo Godbout, che li intimerà a far ritorno a casa in quanto hanno violato il coprifuoco. Loro desiderosi di scappare via alla svelta lo ignorano con modi bruschi e proseguono imperterriti, ma non prima di aver salvato Tyler, minacciato anch'egli dalle creature (in questi frangenti lei dirà al marito di volergli parlare del bambino che aspettano, non riuscendoci però). Inizialmente riusciranno nell'intento, ma impossibilitati ad abbandonare la cittadina per colpa del redivivo sceriffo faranno ritorno alla loro abitazione dove Tyler verrà divorato vivo dai mostri. Il dottore d'accordo con la moglie decide che l'unico modo per sconfiggerli è quello di sterminarli tutti, e per far ciò si servirà di alcune provette già in suo possesso (tra le quali una contenente la "peste bubbonica"). L'esperimento sembra funzionare, non prima che gli "isolati" abbiano rapito la piccola Jessica per portarla nei loro sotterranei, ma Michael riuscirà a salvarla e a ricondurla in casa.
La scena finale mostra il dottore svegliarsi di nuovo sporco di sangue la mattina seguente, sentendo le urla della moglie dal piano di sopra in preda alle doglie. Una volta entrato nella sua camera troverà l'ostetrica Zellis (in realtà una donna maligna complice degli "isolati" e scoperta precedentemente da Michael torturare Tyler) intenta nel far partorire Christine, ma il neonato che ne verrà fuori in realtà non è un bimbo normale, ma una delle orribili creature, gettando così Michael nella disperazione e facendogli intuire che la minaccia è tutt'altro che passata. Più tardi, Michael ritrova una vecchia fotografia di Christine da bambina e, osservandone attentamente i particolari, nota che la fotografia è stata scattata di fronte a una cassetta postale etichettata "Zellis".